# Stories (musikalbum av Avicii)
Stories var Aviciis andra studioalbum. Det gavs ut den 2 oktober 2015 på PRMD, Lava Records och Epic Records. Albumet producerades av Avicii själv, men på flera spår även av bland andra Salem Al Fakir, Carl Falk och Martin Garrix. Stories togs emot med blandade och positiva omdömen från musikkritiker. 
Fyra singlar släpptes från albumet: "Waiting for Love", "Pure Grinding", "For a Better Day" och "Broken Arrows". Därutöver gavs sju kommersiella singlar ut  "Ten More Days", "Sunset Jesus", "Gonna Love Ya", "City Lights", "Trouble", "Can't Catch Me", Touch Me", "Somewhere In Stockholm, "True Believer" och "Talk To Myself. Skivan var den fjärde mest strömmade i världen på Spotify 2015.
Albumet har influenser från bland annat  reggae och pop  men är i grunden house.

## Bakgrund
I juli 2014 berättade Avicii för Rolling Stone att han arbetat med 70 låtar inför det kommande albumet och att han samarbetat med Jon Bon Jovi, Billie Joe Armstrong, Chris Martin, Wyclef Jean, Serj Tankian och Matisyahu. Han beskrev albumet som mer låtorienterat än det förra. När Avicii spelade på musikfestivalen Ultra läckte flera låtar från skivan ut på internet: "Waiting for Love", "For a Better Day", "City Lights" och "Sunset Jesus". 
Den 22 maj 2015 släpptes den första singeln från Stories, "Waiting for Love". Låten producerades tillsammans med Martin Garrix. Omkring en månad senare meddelade Avicii via Twitter att han efter två års arbete slutfört sitt andra album. Den 4 augusti 2015 meddelades det på iHeartMedia Summit att "For a Better Day" skulle bli Aviciis nästa singel från Stories.  Den 28 augusti släpptes låten som singel tillsammans med "Pure Grinding".

## Låtlista
| 1.           | Waiting for Love       | Tim Bergling, Simon Aldred, Salem Al Fakir, Vincent Pontare                                                     | Tim Bergling, Martijn Garritsen, Al Fakir, Pontare                   | 3:50  |
| 2.           | Talk to Myself         | Tim Bergling, Sterling Fox, Matthew Hartke, Alex Drury                                                          | Tim Bergling, Carl Falk, Ash Pournouri                               | 3:55  |
| 3.           | Touch Me               | Tim Bergling, Adriano Buffone, Gerrard O'Connell, Celeste Waite, Ash Pournouri                                  | Tim Bergling                                                         | 3:06  |
| 4.           | Ten More Days          | Tim Bergling, Simon Aldred, Zak Abel                                                                            | Tim Bergling, Marcus Thunberg Wessel                                 | 4:05  |
| 5.           | For a Better Day       | Tim Bergling, Alex Ebert                                                                                        | Tim Bergling, Alex Ebert                                             | 3:26  |
| 6.           | Broken Arrows          | Tim Bergling, Zac Brown, Eric Turner, Rami Yacoub, Niko Moon                                                    | Tim Bergling, Carl Falk, Ash Pournouri                               | 3:52  |
| 7.           | True Believer          | Tim Bergling, Chris Martin                                                                                      | Tim Bergling                                                         | 4:48  |
| 8.           | City Lights            | Tim Bergling, Noonie Bao, Jonas 'The High' Wallin, Ash Pournouri                                                | Tim Bergling, Ash Pournouri                                          | 6:28  |
| 9.           | Pure Grinding          | Tim Bergling, Kristoffer Fogelmark, Albin Nedler, Earl Johnson                                                  | Tim Bergling, Kristoffer Fogelmark, Albin Nedler                     | 2:51  |
| 10.          | Sunset Jesus           | Tim Bergling, Sandro Cavazza, Gavin Degraw, Carl Falk, Savan Kotecha, Dhani Lennevald, Mike Posner, Rami Yacoub | Tim Bergling, Dhani Lennevald                                        | 4:24  |
| 11.          | Can't Catch Me         | Tim Bergling, Matthew Miller, Wyclef Jean, Mike Einziger                                                        | Tim Bergling                                                         | 3:59  |
| 12.          | Somewhere in Stockholm | Tim Bergling, Daniel Adams-Ray, Henrik Jonback, Carl Petter Tarland, Jonas 'The High' Wallin                    | Tim Bergling                                                         | 3:22  |
| 13.          | Trouble                | Tim Bergling, Falk, Wayne Hector, Yacoub                                                                        | Tim Bergling                                                         | 2:52  |
| 14.          | Gonna Love Ya          | Tim Bergling, Sandro Cavazza, Dhani Lennevald, Ash Pournouri, Marcus Thunberg Wessel                            | Tim Bergling, Marcus Thunberg Wessel, Ash Pournouri, Dhani Lennevald | 3:35  |
| Total längd: | Total längd:           | Total längd: | Total längd:                                                         | 54:32 |

| 15.          | The Nights   | Tim Bergling, Nicholas Furlong, Gabriel Benjamin, Jordan Suecof, John Feldmann, Ash Pournouri | Tim Bergling, Ash Pournouri | 2:56  |
| Total längd: | Total längd: | Total längd:                                                                                  | Total längd:                | 57:28 |

| 15.          | The Days     | Tim Bergling, Al Fakir, Brandon Flowers, Pontare                 | Tim Bergling, Al Fakir, Pontare | 4:38    |
| 16.          | The Nights   | Tim Bergling, Furlong, Benjamin, Suecof, Feldmann, Ash Pournouri | Tim Bergling, Ash Pournouri     | 2:56    |
| Total längd: | Total längd: | Total längd:                                                     | Total längd:                    | 1:02:06 |